# The Last Man on Earth
The Last Man on Earth (bra Mortos Que Matam) é um filme ítalo-estadunidense de 1964, dos gêneros ficção científica, drama de ação e terror, dirigido por Ubaldo Ragona e Sidney Salkow, com roteiro de Richard Matheson (sob o pseudônimo de "Logan Swanson") e William P. Leicester baseado no romance I Am Legend, de Richard Matheson.

## Elenco principal
- Vincent Price
- Franca Bettoia
- Emma Danieli
- Giacomo Rossi-Stuart
- Umberto Raho
- Christi Courtland